# کنکل (مجموعه نمایش خانگی)
کنکل یک مجموعه نمایش خانگی ایرانی در ژانر معمایی به نویسندگی و کارگردانی رامتین لوافی‌پور است. پخش این مجموعه در ۱۱ اردیبهشت ۱۴۰۴ از طریق پلتفرم استارنت آغاز شد.

## خلاصه داستان
دزدی مواد اولیه گران‌قیمت در کارخانه تکرار می‌شود، اما برای حفظ آبرو به بیرون کارخانه درز نمی‌کند، تا اینکه بالاخره پای پلیس به ماجرا باز می‌شود. شایعات در اطراف یکی از کارگران شدت می‌گیرد و بازداشت آن کارگر آغازگر ماجراهای دیگری است؛ اتفاقاتی که فراتر از انتظار ماست…

## بازیگران و شخصیت‌ها[۵]
- صابر ابر در نقش ابی جندقی
- هانیه توسلی در نقش سارا صابری
- مهدی پاکدل در نقش  جاوید گوهری
- پدرام شریفی در نقش امیر نامداری
- ستاره پسیانی در نقش مارال یوسفلی
- محمدرضا صولتی در نقش پلیس